# 엘딘 야쿠포비치
엘딘 야쿠포비치(보스니아어: Eldin Jakupović jakǔːpoʋitɕ, 1984년 10월 2일, 보산스카 크라이나 코자라츠 ~)는 스위스의 프로 축구 선수로, 가장 최근에 메이저 리그 사커의 로스 앤젤레스에서 골키퍼로 활약했다.
그는 2004년에 그라스호퍼에서 프로 신고식을 치렀고, 이듬해 툰으로 이적했다. 스위스 무대에서 성공한 야쿠포비치는 2006년 3월에 로코모티프 모스크바로 이적했다. 그는 그라스호퍼에 임대로 복귀해 2년을 보냈다. 2010년, 그는 올림피아코스 볼로스에 입단하며 그리스 무대를 밟았다. 2011년 9월, 올림피아코스 볼로스에서의 1년 후, 그는 아리스로 이적했다. 2012년, 그는 헐 시티로 이적했다. 2017년, 소속 구단이 EFL 챔피언십으로 강등된 후, 그는 프리미어리그의 레스터 시티로 이적했다. 레스터 시티를 떠난 그는 또다른 프리미어리그 구단인 에버턴으로 2022년 9월에 자유 계약했다.
보스니아와 스위스 U-21 국가대표팀에서 모두 활약한 그는 2008년에 후자의 국가대표로 성인 국가대표팀 경기에 1번 출전했고, 유로 2008에 참가했다.

## 클럽 경력

### 초기 경력
야쿠포비치는 유고슬라비아 사회주의 공화국 코자라츠 출신으로 이곳은 현재 보스니아 헤르체고비나 영토이다. 그는 유년 시절에 보스니아 전쟁이 발발하자 스위스로 이주했고, 2004년에 그라스호퍼 소속으로 프로 신고식을 치렀다. 그는 2005년에 툰으로 이적했다. 툰에서 성공을 거둔 야쿠포비치는 2006년 3월에 로코모티프 모스크바로 복귀했다.

### 그라스호퍼
야쿠포비치는 2007년 8월 30일에 친정 그라스호퍼로 1년 임대로 복귀했다. 그는 영 보이스와의 3번째 경기에서 94분에 극적 동점골을 기록해 그라스호퍼의 3-3 무승부에 일조했다. 그 시즌에, 야쿠포비치는 파비오 콜토르티를 후보로서 벤치에 대기하게 했다. 2007-08 시즌, 야쿠포비치는 그라스호퍼와의 임대 계약을 1년 연장했고, 그 결과 새로 입단한 마시모 콜롬바도 벤치를 지키게 되었다.

### 로코모티프 복귀
2009년 8월 31일, 이반 펠리촐리가 알비노레페로 임대되면서, 야쿠포비치는 로코모티프 모스크바의 선수단에 이름을 올렸다. 선수단의 외국인 선수 수가 많았던 로코모티프 구단측에서는 야쿠포비치에게 다시 임대로 떠날 것을 제안했다. 12월, 야쿠포비치는 토트넘 홋스퍼 입단 시험을 보며 성공적인 한 주를 보냈다. 그러나, 여러 사유가 겹치면서, 로코모티프 모스크바의 협상이 결렬되었다. 로코모티프 수뇌부의 긴박한 상황 속에서, 야쿠포비치는 퇴단을 허락받았다.

### 올림피아코스 볼로스
야쿠포비치는 올림피아코스 볼로스에서 준수한 해를 보냈다. 소속 구단이 델타 에트니키로 강등되면서, 야쿠포비치는 구단을 떠났다.

### 아리스
2011년 9월 30일, 야쿠포비치는 전 동료인 노에 아코스타, 하비에르 움비데스, 할리파 상카레와 함께 아리스로 이적했다. 그는 2011년 11월 5일에 올림피아코스를 상대로 첫 경기를 치렀고, 결과는 2-3이었다.

### 헐 시티
2012년 3월 20일, 야쿠포비치는 잉글랜드 챔피언십의 헐 시티 입단 시험을 보았고, 닉 바름비 헐 시티 감독의 눈도장을 찍은 후 정식 계약을 제의받았다. 닉 바름비 감독이 해임된 후, 야쿠포비치는 입스위치 타운 입단 시험도 보았다. 2012년 7월 9일, 야쿠포비치는 헐 시티와 2년 계약을 맺고 스티브 브루스 감독 취임 이래 첫 입단 선수가 되었다. 그는 포르투갈에서 진행된 개막 전 훈련에서 공식적으로 구단에 합류했다. 그의 첫 경기는 2012년 7월 16일에 열린 노스 페리비 유나이티드와의 친선경기로, 3-1로 이겼다. 그는 호랑이 군단 소속으로 2012년 12월 21일에 더비 카운티를 상대로 첫 챔피언십 경기를 치렀고, 결과는 2-1로, 헐 시티는 2부 리그의 2위에 올라섰다. 이후, 그는 리그에서 3경기 더 출전했고, 출전한 경기 모두 무실점이었다.
2014년 1월, 야쿠포비치는 2월 8일까지 레이턴 오리엔트로 임대되었다. 그러나, 2014년 1월 29일, 야쿠포비치는 원 소속 구단인 헐 시티로 복귀했다. 2014년 2월 13일, 야쿠포비치는 2014년 5월 17일까지 레이턴 오리엔트에 임대로 재합류했지만, 2014년 3월 27일에 다시 원 소속 구단으로 복귀했다.
2014년 7월 9일, 야쿠포비치는 헐 시티와 2년 연장 계약을 체결했고, 앨런 맥그레거와 스티브 하퍼를 대신할 3번째 골키퍼로 프리미어리그 시즌을 보냈다. 그는 10월 18일에 아스널과의 경기에서 팔을 부상당한 하퍼를 대신해 전반전에 교체 투입되었고, 대니 웰벡에게 2-2 추가시간 동점골을 헌납하기 전까지 무실점으로 틀어막았다. 1주 후, 그는 1부 리그 경기에 처음으로 선발 출전했는데, 0-0으로 끝난 리버풀전에서 무실점으로 골문을 지켰다.
야쿠포비치는 2016년 2월 20일에 아스널과의 FA컵 5차전 에미레이트 경기장 원정 경기에서 12번의 선발로 0-0 무승부를 연출했고, 그 결과 KC 경기장에서 재경기를 치르게 되었다.
2016년 6월 24일, 야쿠포비치는 헐 시티와 2년 재계약을 완료했다. 맥그레거가 등 부상으로 6개월 동안 결장이 불가피해지면서, 야쿠포비치는 2016-17 시즌 개막전에서 전 시즌 우승을 거둔 레스터 시티와의 경기에 출전해 호랑이 군단의 2-1 개막전 승리를 견인했다.

### 레스터 시티
2017년 7월, 헐 시티가 잉글랜드 2부 리그로 다시 강등되면서, 야쿠포비치는 프리미어리그의 레스터 시티와 3년 계약을 맺었다. 그는 플리트우드 타운과의 FA컵 3차전 경기에서 이적 후로는 처음 출전했다. 그는 2020년 6월에 계약을 1년 연장했다.
2022년 6월 10일, 야쿠포비치가 월말에 계약이 만료되면 레스터 시티를 떠날 것임을 구단 측에서 발표했다.

### 에버턴
야쿠포비치의 레스터 계약서는 2022년 6월에 만료되었다. 2개월 후, 그는 에버턴에 시즌 말까지 후보 수문장으로 입단했고, 각각 주전 및 3번째 골키퍼였던 조던 픽퍼드와 앤디 로너건이 부상당하면서 출전 기회에 근접했었다.

### 로스 앤젤레스
2023년 1월 9일, 야쿠포비치는 로스 앤젤레스의 1년짜리 계약서에 서명했다. 2023년 4월 8일, 그는 오스틴과의 경기에서 무실점으로 틀어막았는데, 로스 앤젤레스가 이 경기를 3-0으로 이겼다.

## 국가대표팀 경력

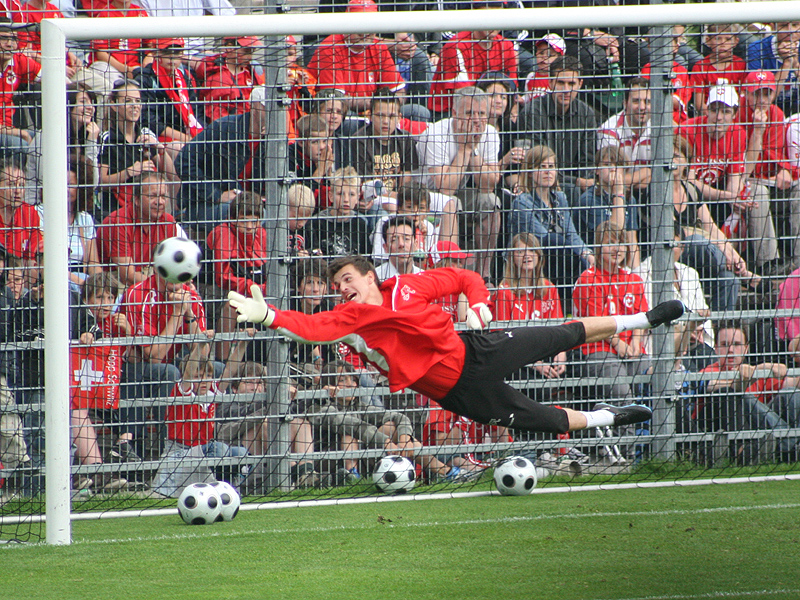
2008년 6월, 스위스 국가대표팀 훈련의 야쿠포비치

보스니아 헤르체고비나와 스위스의 이중국적인 야쿠포비치는 U-21 국가대표팀 소속으로 같은 연령대의 선수단에서 출전했다.
그는 보스니아 헤르체고비나 U-21 국가대표팀 일원으로 공식 경기에 2번 출전했다. 또한 그는 오스트리아 U-21 국가대표팀과의 친선경기에서 스위스를 대표로 2006년 3월 1일에 출전했다.
2005년 8월, 야쿠포비치는 벨기에전과 리투아니아의 보스니아 헤르체고비나의 경기를 앞두고 보스니아 헤르체고비나 경기에 처음으로 차출 요청을 받았지만, 그는 차출을 거절했다. 2007년 3월, 야쿠포비치는 보스니아 헤르체고비나와 노르웨이 간의 성인 국가대표팀 경기를 앞두고 다시 제의를 받았지만 이도 거절했다. 야쿠포비치는 스위스의 유로 2008 명단에 이름을 올렸다. 그는 2008년 8월 20일에 키프로스와의 친선경기에서 신고식을 치렀다. 그는 2010년 월드컵 예선전 처음 2경기를 앞두고도 차출되었으나, 실제로 출전하지 못했다.
2008년 10월, 야쿠포비치는 가족을 이유로 스위스 국가대표팀 활동을 그만두었다.

## 경력 통계

### 클럽
2023년 5월 18일 기준
| 구단                   | 시즌      | 리그                | 리그 | 리그 | 컵   | 컵 | 리그컵 | 리그컵 | 기타 | 기타 | 합계 | 합계 |
| 구단                   | 시즌      | 리그명              | 출장 | 골   | 출장 | 골 | 출장   | 골     | 출장 | 골   | 출장 | 골   |
| ---------------------- | --------- | ------------------- | ---- | ---- | ---- | -- | ------ | ------ | ---- | ---- | ---- | ---- |
| 그라스호퍼             | 2004–05   | 스위스 슈퍼리그     | 13   | 0    | 0    | 0  | —      | —      | 0    | 0    | 13   | 0    |
| 툰                     | 2005–06   | 스위스 슈퍼리그     | 22   | 0    | 0    | 0  | —      | —      | 10   | 0    | 32   | 0    |
| 로코모티프 모스크바    | 2006      | 러시아 프리미어리그 | 5    | 0    | 0    | 0  | —      | —      | 0    | 0    | 5    | 0    |
| 로코모티프 모스크바    | 2007      | 러시아 프리미어리그 | 15   | 0    | 0    | 0  | —      | —      | 0    | 0    | 15   | 0    |
| 로코모티프 모스크바    | 합계      | 합계                | 20   | 0    | 0    | 0  | 0      | 0      | 10   | 0    | 20   | 0    |
| 그라스호퍼 (임대)      | 2007–08   | 스위스 슈퍼리그     | 23   | 1    | 0    | 0  | —      | —      | 0    | 0    | 23   | 1    |
| 그라스호퍼 (임대)      | 2008–09   | 스위스 슈퍼리그     | 34   | 0    | 0    | 0  | —      | —      | 2    | 0    | 36   | 0    |
| 그라스호퍼 (임대)      | 합계      | 합계                | 57   | 1    | 0    | 0  | 0      | 0      | 2    | 0    | 59   | 1    |
| 올림피아코스 볼로스    | 2010–11   | 수페르리가 엘라다   | 33   | 0    | 3    | 0  | —      | —      | 3    | 0    | 39   | 0    |
| 아리스                 | 2011–12   | 수페르리가 엘라다   | 1    | 0    | 0    | 0  | —      | —      | 0    | 0    | 1    | 0    |
| 헐 시티                | 2012–13   | 챔피언십            | 5    | 0    | 3    | 0  | 0      | 0      | 0    | 0    | 8    | 0    |
| 헐 시티                | 2013–14   | 프리미어리그        | 1    | 0    | 0    | 0  | 1      | 0      | —    | —    | 2    | 0    |
| 헐 시티                | 2014–15   | 프리미어리그        | 3    | 0    | 0    | 0  | 0      | 0      | —    | —    | 3    | 0    |
| 헐 시티                | 2015–16   | 챔피언십            | 2    | 0    | 4    | 0  | 5      | 0      | 3    | 0    | 14   | 0    |
| 헐 시티                | 2016–17   | 프리미어리그        | 22   | 0    | 2    | 0  | 2      | 0      | —    | —    | 26   | 0    |
| 헐 시티                | 합계      | 합계                | 33   | 0    | 9    | 0  | 8      | 0      | 3    | 0    | 53   | 0    |
| 레이턴 오리엔트 (임대) | 2013–14   | EFL 1부 리그        | 13   | 0    | 0    | 0  | 0      | 0      | 0    | 0    | 13   | 0    |
| 레스터 시티            | 2017–18   | 프리미어리그        | 2    | 0    | 2    | 0  | 0      | 0      | —    | —    | 4    | 0    |
| 레스터 시티            | 2018–19   | 프리미어리그        | 0    | 0    | 0    | 0  | 0      | 0      | —    | —    | 0    | 0    |
| 레스터 시티            | 2019–20   | 프리미어리그        | 0    | 0    | 0    | 0  | 0      | 0      | —    | —    | 0    | 0    |
| 레스터 시티            | 2020–21   | 프리미어리그        | 0    | 0    | 0    | 0  | 0      | 0      | 0    | 0    | 0    | 0    |
| 레스터 시티            | 2021–22   | 프리미어리그        | 0    | 0    | 0    | 0  | 0      | 0      | 0    | 0    | 0    | 0    |
| 레스터 시티            | 합계      | 합계                | 2    | 0    | 2    | 0  | 0      | 0      | 0    | 0    | 4    | 0    |
| 에버턴                 | 2022–23   | 프리미어리그        | 0    | 0    | 0    | 0  | 0      | 0      | —    | —    | 0    | 0    |
| 로스 앤젤레스          | 2023      | 메이저 리그 사커    | 2    | 0    | 2    | 0  | —      | —      | 0    | 0    | 4    | 0    |
| 경력 합계              | 경력 합계 | 경력 합계           | 196  | 1    | 16   | 0  | 8      | 0      | 18   | 0    | 238  | 1    |

1. ↑  챔피언스리그 출장 경기 기록 포함
2. 1 2  유로파리그 출전 경기 기록 포함
3. ↑  EFL 챔피언십 플레이오프전

### 국가대표팀
2008년 8월 20일 기준
| 국가대표팀 | 연도 | 출장 | 골 |
| ---------- | ---- | ---- | -- |
| 스위스     | 2008 | 1    | 0  |
| 합계       | 합계 | 1    | 0  |

## 수상
헐 시티
- 풋볼 리그 챔피언십 플레이오프전: 2016[34]